# ادریان کته
ادریان کته (انگلیسی: Adriaan Katte; ۲۴ ژوئن ۱۹۰۰ – ۴ ژوئن ۱۹۹۱) بازیکن هاکی روی چمن اهل پادشاهی هلند بود.